# Joaquín Bárbara y Balza

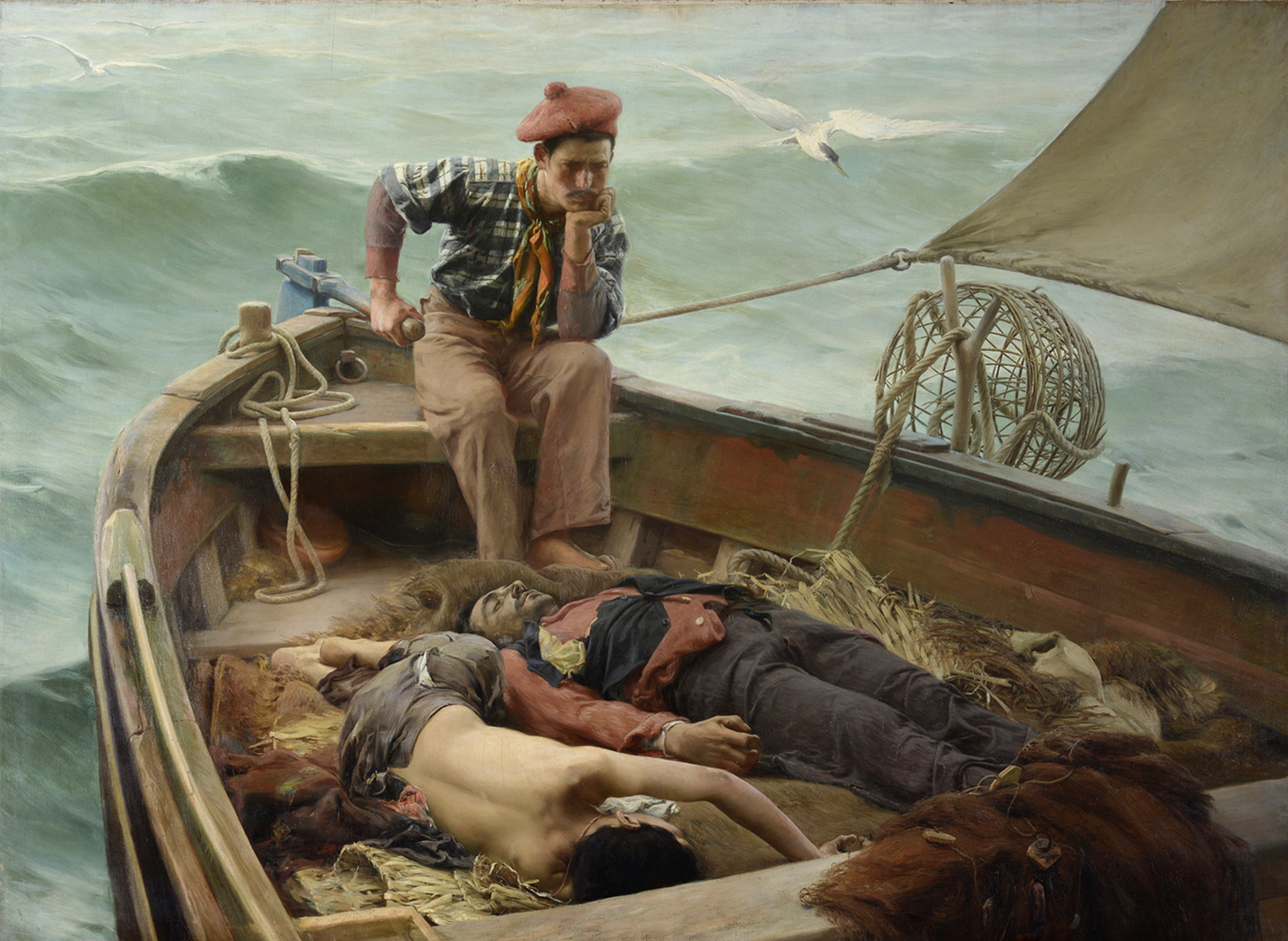
Naufraghe. Joaquín Bárbara y Balza, Roma, 1896.

Joaquín Bárbara y Balza (Llodio, 18 dicembre 1867 – Santander, 10 settembre 1931) è stato un pittore e docente spagnolo di origine basca.

## Biografia

### Studi
Real Academia de Bellas Artes de San Fernando, Madrid (1885-1895); Accademia di Spagna, Roma (1895-1899).